# ريوس (أورينسي)
بلدية ريوس (بالإسبانية: Riós) هي بلدية تقع في مقاطعة أورينسي التابعة لمنطقة غاليسيا شمال غرب إسبانيا.

## الديموغرافيا
بلغ عدد سكان بلدية ريوس 1.846 نسمة عام 2011 (وفقاً للمعهد الوطني للإحصاء الإسباني).
| 2.467 | 2.328 | 2.132 | 2.088 | 2.003 | 1.907 | 1.846 |